# Europese zwarte schorpioen
De Europese zwarte schorpioen (Euscorpius flavicaudis) is een schorpioen uit de familie Euscorpiidae.

## Kenmerken
De schorpioen kan 35 tot 45 millimeter lang worden. De schorpioen is te herkennen aan het zwarte lichaam, de gele poten en de gele angel.

### Steek
De steek is pijnlijk, maar niet gevaarlijk, vergelijkbaar met die van een bij of wesp.

## Voorkomen
De Europese zwarte schorpioen komt voor in het Middellandse Zeegebied, Noord-Afrika en Zuid-Europa, maar ook in verscheidende plaatsen in Engeland en is zelfs al enige keren in Nederland aangetroffen.
Hij werd vroeger door goederenvervoer verspreid maar lift tegenwoordig ook wel mee met vakantieverkeer. Hij is in staat zich te vestigen op plekken die niet tot zijn oorspronkelijke milieu behoren.
Van de drie soorten schorpioenen die in Frankrijk voorkomen (Buthus occitanus, Euscorpius flavicaudis en Euscorpius carpathicus) is dit verreweg de algemeenste.